# Смирнова, Светлана Аркадьевна
Светлана Аркадьевна Смирнова (род. 6 июня 1950 г., г. Кувшиново, Калининской области) — деятель российских судебно-экспертных учреждений юстиции, учёный-юрист в области судебной экспертизы. Занимала должности начальника Центральной Санкт-Петербургской научно-исследовательской лаборатории судебной экспертизы (СЗРЦСЭ), директора Российского федерального центра судебной экспертизы при Минюсте России (РФ ЦСЭ). В настоящее время — заведующая кафедрой судебно-экспертной деятельности Юридического института РУДН, член объединённого диссертационного совета РФ ЦСЭ при Минюсте России и РУДН. Доктор юридических наук, профессор, Заслуженный юрист РФ, Заслуженный деятель науки РФ, Лауреат премии «Юстиция» в номинации «За успехи в юридической практике».
Ветеран труда. Награждена медалью ордена «За заслуги перед Отечеством» I и II степени.

## Биография
В 1973 году окончила химический факультет Ленинградского государственного университета им. А.А. Жданова.
В 1976 году защитила кандидатскую диссертацию на тему «Новые возможности газохроматографического определения летучих органических веществ в водных растворах методом анализа равновесного пара», научные руководители д.х.н. Б.В. Иоффе, к.х.н. Б.В. Столяров.
После окончания аспирантуры в 1976 году Светлана Смирнова работала младшим научным сотрудником в ЛГУ им. А.А. Жданова. В 1979 году начала трудовую деятельность в Центральной Ленинградской научно-исследовательской лаборатории судебной экспертизы Министерства юстиции РСФСР младшим научным сотрудником отдела координации научных исследований.
С 1980 года – старший научный сотрудник, с 1983 года – заведующая отделом, с 1986 года – заместитель начальника, а с 1993 года – начальник Центральной Санкт-Петербургской лаборатории судебной экспертизы, впоследствии – государственного учреждения Северо-Западный региональный центр судебной экспертизы Минюста России.
Наряду с руководством деятельностью государственного учреждения в 2003 году возглавила кафедру уголовного права и криминалистики юридического факультета Санкт-Петербургского института внешнеэкономических связей, экономики и права, в 2008 году – декан юридического факультета Санкт-Петербургского государственного инженерно-экономического университета.
В 2002 году защитила докторскую диссертацию на тему «Организационно-тактические проблемы развития судебно-экспертной деятельности».
В 2006 году присвоено ученое звание профессора.
Являлась членом диссертационного Совета по специальности 12.00.09 в Санкт-Петербургском Университете МВД России.
С июня 2010 года по сентябрь 2021 года возглавляла Российский федеральный центр судебной экспертизы при Минюсте России.
Председатель объединённого диссертационного совета РФ ЦСЭ при Минюсте России и РУДН по специальности 12.00.12.
Председатель Технического комитета «Судебная экспертиза» Федерального агентства по техническому регулированию и метрологии (Росстандарт).
С 2022 года работает заведующей кафедрой судебно-экспертной деятельности юридического института РУДН.

## Научная, административная и преподавательская деятельность
Трудовая 40-летняя биография Светланы Смирновой условно подразделяется на четыре крупных периода. Советский период был посвящен, в основном, развитию и внедрению в экспертную практику современных наукоемких технологий криминалистического исследования структуры и состава веществ и их микроследов.
Период 1990-х годов – борьбе за сохранение судебной экспертизы, ее научно-методического и кадрового потенциала, материально-технической базы. Несмотря на разрушительные тенденции в экономике и государственном управлении, в этот период Светлане Смирновой удалось продолжить развитие новых видов судебных экспертиз (информационных технологий, видеозвукозаписей, ювелирных изделий, объектов недвижимости, автотранспорта и др.).
Первое десятилетие XXI века связано с теоретическим осмыслением места и роли судебной экспертизы в жизни общества и правоохранительной системы государства, развитием международных связей с экспертными учреждениями других государств (член Европейской сети экспертных учреждений ENFSI, 2005-2022), анализом и совершенствованием процессуального законодательства России, построением системной теории организации судебно-экспертной деятельности, общественной и преподавательской работой.
Автор более 180 научных статей и научно-методических работ по вопросам теории и практики судебной экспертизы. Является членом редакционной коллегии журналов «Эксперт-криминалист», «Международный вестник криминалистики», «Forensic Sciences Research (Китай)».
Научные публикации С.А. Смирновой затрагивают обширный круг вопросов, касающихся основ судебно-экспертной деятельности. Показала, что экспертные исследования прочно вошли в судопроизводство. Однако судебная экспертиза имеет еще много нерешенных теоретических и практических проблем, значимых для современного уголовного и криминалистического знания.
Светлана Смирнова проанализировала закономерности становления и развития судебной экспертизы в правоприменительной практике. Изучила современное состояние и возможности судебно-экспертной деятельности в федеральном округе. Разработала и внедрила в практику базовую модель судебно-экспертного учреждения. Создала методические рекомендации по назначению и организации проведения комиссионных и комплексных экспертиз. Сформулировала комплекс рекомендаций по совершенствованию использования компьютерных технологий в практике судебно-экспертных учреждений. Модифицировала и внедрила в практику программы обучения экспертным специальностям. Определила перспективы формирования новых видов судебной экспертизы, новых методов и экспертных методик на основе углубления междисциплинарных связей между судебной экспертизой и другими отраслями знаний. Сформулировала концепцию развития государственной судебно-экспертной деятельности, направленную на расширение экспертных возможностей, повышение качества предварительного следствия и судебного разбирательства.
В 2010-е годы сформулированные теоретические положения и практические рекомендации ею внедрялись непосредственно в практическую деятельность государственных судебно-экспертных учреждений.
Светланой Смирновой создана современная научная школа теории и практики судебной экспертизы. К 2024 году ею подготовлено 3 доктора наук и 5 кандидатов наук. По ее инициативе, в 2015 году Росстандартом впервые образован Технический комитет по стандартизации 134 «Судебная экспертиза», разработаны и утверждены 9 стандартов.
Светлана Смирнова – один из инициаторов создания и разработчиков разделов по модернизации судебно-экспертной деятельности, осуществляемой государственными судебно-экспертными учреждениями Министерства юстиции Российской Федерации в федеральных целевых программах «Развитие судебной системы России на 2013-2020 годы» и «Юстиция».
Активное участие Светланы Смирновой в реализации указанных программ в 2013-2021 годах способствовало строительству (реконструкции) государственных судебно-экспертных учреждений Минюста России, их приборному переоснащению, внедрению современных информационных технологий в сфере судебно-экспертной деятельности. Непосредственно под ее руководством была выполнена реконструкция и техническое оснащение современным оборудованием зданий РФ ЦСЭ при Минюсте России (Большой Спасоглинищевский пер. 4 и Пречистенская наб.15, строение 1). В полном объеме проведены подготовительные работы по строительству лабораторного корпуса площадью 13000 кв.м по адресу: 4-й Крутицкий пер., 10, строение 1 (осуществлено оформление земельного участка, разработана проектная документация и получена разрешительная документация на строительство, в том числе пройдена государственная экспертиза проектов).

## Награды
Заслуженный юрист РФ, Заслуженный деятель науки РФ, Лауреат премии «Юстиция» в номинации «За успехи в юридической практике».
Ветеран труда. Награждена медалью ордена «За заслуги перед Отечеством» I и II степени.
Ведомственные награды – медаль Анатолия Кони, медаль Гавриила Державина, медаль Минюста России «За заслуги», медаль Минюста России «За усердие II степени», нагрудный знак «Почетный работник юстиции России», медаль «Ветеран Минюста России», медаль Службы внешней разведки «За взаимодействие», медаль федеральной налоговой службы «За содействие ФНС России», медаль Следственного комитета России «За содействие», медаль ассоциации юристов России им. О.Е. Кутафина «За заслуги в юриспруденции».

## Основные научные работы
1. Эксперт в правоприменительном процессе. Справочник. – СПб: Питер, 2001. ISBN 5-318-00140-8
2. Судебная экспертиза на рубеже XXI века. Состояние, развитие, проблемы. Монография. – СПб: Питер, 2004. ISBN 5-318-00599-3
3. Терминологический словарь-справочник судебного эксперта. (в соавт.) – СПб: Петрополис, 2007. ISBN 978-5-9676-0098-1
4. Криминалистика. Том 3. Криминалистическая методика: учебник для вузов в 3-х томах. Гл. 47. Методика расследования компьютерных преступлений. – СПб: Северная Нива, 2011. ISBN 978-5-905459-03-0
5. Вызовы времени и экспертные технологии правоприменения. Монография. – М.: РФ ЦСЭ, 2012. ISBN 978-5-91133-090-3
6. Энциклопедический словарь теории судебной экспертизы. (в соавт.) – М.: РФ ЦСЭ, 2012. ISBN 978-5-91133-092-7
7. Силлабусы по судебной экспертизе. УМК. (в соавт.) – М.: РФ ЦСЭ, 2012.  ISBN 978-5-9790-0156-2